# Danny Ward (football, 1991)
Daniel Carl Ward, connu sous le nom de Danny Ward, né le 9 décembre 1990 ou le 11 décembre 1991 à Bradford, est un footballeur anglais qui évolue au poste d'attaquant à Huddersfield Town.

## Biographie
Le 23 juin 2017, il rejoint Cardiff City.
Le 17 août 2020, il rejoint Huddersfield Town.

## Palmarès

### En club
- Huddersfield
  - Vainqueur des play-off de la League One (D3) en 2012
- Cardiff City
  - Vice-champion du EFL Championship (D2) en 2018